# 11765 Alfredfowler
11765 Alfredfowler là một tiểu hành tinh vành đai chính với chu kỳ quỹ đạo là 1301.0672980 ngày (3.56 năm).
Nó được phát hiện ngày 17 tháng 10 năm 1960.